# Tom Piazza

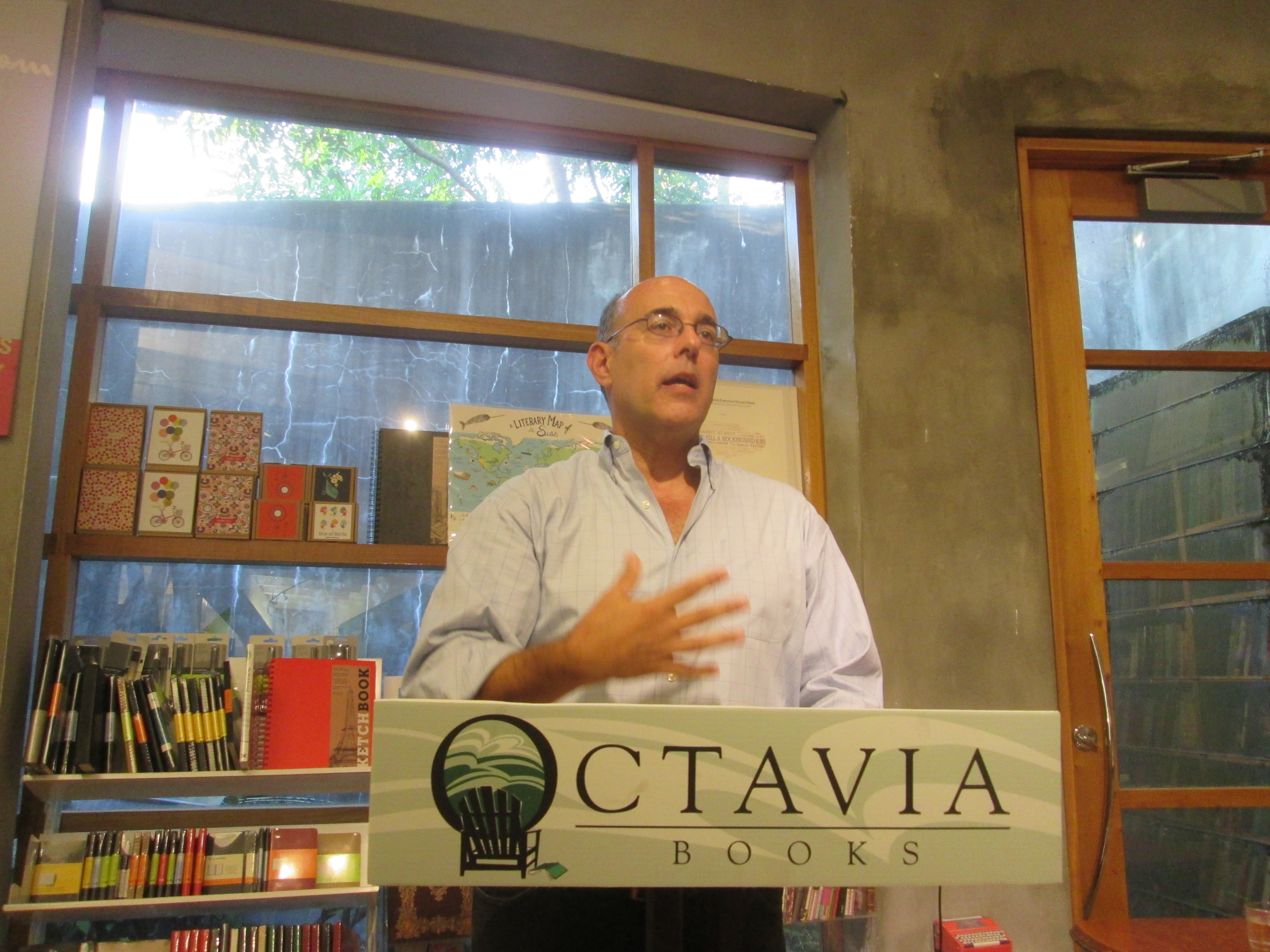
Tom Piazza bei einer Lesung aus seinem Buch „A Free State“ (2015)

Tom Piazza (* 1955) ist ein US-amerikanischer Schriftsteller.
Tom Piazza lebt in New Orleans. Von 1998 bis 2001 war er Kolumnist der Oxford American’s für Southern Music und gewann zahlreiche Preise als Music Writer und Literat. Nach dem Hurrikan Katrina 2005 beschäftigten sich seine Arbeiten mit den sozialen Veränderung New Orleans nach dieser Naturkatastrophe. Why New Orleans Matters, 2006 bei Regan Books in New York erschienen, schrieb er direkt nach dem Hurrikan und wurde 2006 mit dem Humanities Book of the Year Award from the Louisiana Endowment for the Humanities ausgezeichnet. 2008 veröffentlichte er seinen Roman  City of Refuge  über das Schicksal von zwei Familien seit dem Hurrikan Katrina. Mit der Kurzgeschichtensammlung Blues and Trouble gewann der den James Michener Award. Den Faulkner Society Award gewann er mit dem Roman My Cold War. Als Music Writer gewann er 2004 den Grammy Award für das Album Martin Scorsese Presents The Blues: A Musical Journey.

## Werke
- Why New Orleans Matters. Regan Books, New York.
- My Cold War
- City of Refuge, Roman 2008
- Blues and Trouble (Kurzgeschichtensammlung)
- Why New Orleans Matters, 2006, Regan Books